# Olympische Winterspiele 2022/Teilnehmer (Japan)
| Gelbes Symbol für Goldmedaillen mit stilisierten Olympischen Ringen | Graues Symbol für Silbermedaillen mit stilisierten Olympischen Ringen | Braundes Symbol für Bronzemedaillen mit stilisierten Olympischen Ringen |
| ------------------------------------------------------------------- | --------------------------------------------------------------------- | ----------------------------------------------------------------------- |
| 3                                                                   | 7                                                                     | 8                                                                       |

Japan nahm an den Olympischen Winterspielen 2022 in Peking mit 121 Athleten, davon 72 Frauen und 49 Männer, teil. Es war die 22. Teilnahme des Landes an Olympischen Winterspielen. Als Fahnenträger wurden die Eisschnellläuferin Arisa Gō und Akito Watabe, Sportler der Nordischen Kombination, ernannt.

## Medaillen

### Medaillenspiegel
| Rang   | Sportart              | Gold | Silber | Bronze | Gesamt |
| ------ | --------------------- | ---- | ------ | ------ | ------ |
| 1      | Eisschnelllauf        | 1    | 3      | 1      | 5      |
| 2      | Skispringen           | 1    | 1      | —      | 2      |
| 3      | Snowboard             | 1    | —      | 2      | 3      |
| 4      | Eiskunstlauf          | —    | 2      | 2      | 4      |
| 5      | Curling               | —    | 1      | —      | 1      |
| 6      | Nordische Kombination | —    | —      | 2      | 2      |
| 7      | Freestyle-Skiing      | —    | —      | 1      | 1      |
| Gesamt | Gesamt                | 3    | 7      | 8      | 18     |

### Medaillengewinner
| Name/n | Sportart              | Wettkampf                              |
| --- | --------------------- | -------------------------------------- |
| Gold |                       |                                        |
| Ryōyū Kobayashi | Skispringen           | Normalschanze                          |
| Ayumu Hirano | Snowboard             | Halfpipe                               |
| Miho Takagi | Eisschnelllauf        | 1000 m                                 |
| Silber |                       |                                        |
| Miho Takagi | Eisschnelllauf        | 1500 m                                 |
| Yūma Kagiyama | Eiskunstlauf          | Einzel                                 |
| Ryōyū Kobayashi | Skispringen           | Großschanze                            |
| Miho Takagi | Eisschnelllauf        | 500 m                                  |
| Ayano Satō Miho Takagi Nana Takagi Misaki Oshigiri | Eisschnelllauf        | Teamverfolgung                         |
| Satsuki Fujisawa Chinami Yoshida Yūmi Suzuki Yurika Yoshida Kotomi Ishizaki                                                                                 | Curling               | Frauen                                 |
| Shōma Uno (Kurzprogramm) Yūma Kagiyama (Kür) Wakaba Higuchi (Kurzprogramm) Kaori Sakamoto (Kür) Riku Miura / Ryūichi Kihara Misato Komatsubara / Tim Koleto | Eiskunstlauf          | Teamwettbewerb                         |
| Bronze |                       |                                        |
| Ikuma Horishima | Freestyle-Skiing      | Buckelpiste                            |
| Sena Tomita | Snowboard             | Halfpipe                               |
| Shōma Uno | Eiskunstlauf          | Einzel                                 |
| Wataru Morishige | Eisschnelllauf        | 500 m                                  |
| Akito Watabe | Nordische Kombination | Gundersenwettkampf (Großschanze/10 km) |
| Kokomo Murase | Snowboard             | Big Air                                |
| Kaori Sakamoto | Eiskunstlauf          | Einzel                                 |
| Ryōta Yamamoto Yoshito Watabe Hideaki Nagai Akito Watabe | Nordische Kombination | Teamwettbewerb                         |

## Teilnehmer nach Sportarten

### Biathlon
| Athleten                                                  | Wettbewerbe        | Zeit        | Fehler      | Rang |
| --------------------------------------------------------- | ------------------ | ----------- | ----------- | ---- |
| Frauen                                                    |                    |             |             |      |
| Asuka Hachisuka                                           | 7,5 km Sprint      | 26:06,7 min | 4 (4+0)     | 87   |
| Asuka Hachisuka                                           | 15 km Einzel       | 51:58,0 min | 4 (0+1+0+3) | 65   |
| Sari Maeda                                                | 7,5 km Sprint      | 23:58,9 min | 3 (1+2)     | 67   |
| Sari Maeda                                                | 15 km Einzel       | 52:45,0 min | 7 (2+1+0+4) | 74   |
| Fuyuko Tachizaki                                          | 7,5 km Sprint      | 23:10,8 min | 1 (0+1)     | 39   |
| Fuyuko Tachizaki                                          | 10 km Verfolgung   | 40:27,8 min | 3 (0+1+1+1) | 42   |
| Fuyuko Tachizaki                                          | 15 km Einzel       | 48:17,5 min | 3 (1+1+0+1) | 27   |
| Yurie Tanaka                                              | 7,5 km Sprint      | 24:21,5 min | 1 (0+1)     | 74   |
| Yurie Tanaka                                              | 15 km Einzel       | 52:26,3 min | 4 (2+1+0+1) | 71   |
| Fuyuko Tachizaki Sari Maeda Asuka Hachisuka Yurie Tanaka  | 4 × 6-km-Staffel   | LAP         | LAP         | 17   |
| Männer                                                    |                    |             |             |      |
| Tsukasa Kobonoki                                          | 10 km Sprint       | 26:17,8 min | 1 (0+1)     | 41   |
| Tsukasa Kobonoki                                          | 12,5 km Verfolgung | 46:16,0 min | 5 (1+1+2+1) | 46   |
| Tsukasa Kobonoki                                          | 20 km Einzel       | 54:16,6 min | 3 (1+0+1+1) | 44   |
| Kōsuke Ozaki                                              | 10 km Sprint       | 26:24,1 min | 0 (0+0)     | 44   |
| Kōsuke Ozaki                                              | 12,5 km Verfolgung | 46:56,6 min | 4 (0+2+0+2) | 51   |
| Kōsuke Ozaki                                              | 20 km Einzel       | 58:37,9 min | 6 (1+0+4+1) | 82   |
| Mixed                                                     |                    |             |             |      |
| Fuyuko Tachizaki Sari Maeda Tsukasa Kobonoki Kōsuke Ozaki | 4 × 6-km-Staffel   | LAP         | LAP         | 18   |

### Curling
| Wettbewerb  | Frauen |
| ----------- | --- |
| Athleten    | Satsuki Fujisawa Chinami Yoshida Yūmi Suzuki Yurika Yoshida Kotomi Ishizaki                                                                      |
| Vorrunde    | Schweden (5:8) Kanada (8:5) Dänemark (8:7) ROC (10:5) China (10:2) Südkorea (5:10) Großbritannien (4:10) Vereinigte Staaten (10:7) Schweiz (8:4) |
| Tie-Breaker | – |
| Halbfinale  | Schweiz (8:6) |
| Finale      | Großbritannien (3:10) |
| Rang        | Silber |

### Eishockey
| Wettbewerb    | Frauen |
| ------------- | --- |
| Athletinnen   | Moeko Fujimoto Nana Fujimoto Akane Hosoyamada Yukiko Kawashima Akane Konishi Shiori Koike Remi Koyama Hanae Kubo Miyuu Masuhara Mei Miura Chiho Ōsawa Chika Otaki Akane Shiga Aoi Shiga Miho Shishiuchi Sena Suzuki Suzuka Taka Ayaka Toko Haruka Toko Rui Ukita Hikaru Yamashita Shiori Yamashita Haruna Yoneyama |
| Trainer       | Yuji Iizuka |
| Gruppenphase  | Schweden 3:1 (1:0, 0:1, 2:0) Dänemark 6:2 (3:0, 2:1, 1:1) China 1:2 n. P. (1:0, 0:0, 0:1, 0:0, 0:1) Tschechien 3:2 n. P. (1:0, 0:1, 1:1, 0:0, 1:0) |
| Viertelfinale | Finnland 1:7 (1:2, 0:2, 0:3) |
| Platzierung   | 6. Platz |

### Eiskunstlauf
| Athleten | Wettbewerbe    | Kurzprogramm/ Rhythmustanz | Kurzprogramm/ Rhythmustanz | Kür           | Kür           | Gesamt | Gesamt |
| Athleten | Wettbewerbe    | Punkte                     | Rang                       | Punkte        | Rang          | Punkte | Rang   |
| --- | -------------- | -------------------------- | -------------------------- | ------------- | ------------- | ------ | ------ |
| Frauen |                |                            |                            |               |               |        |        |
| Kaori Sakamoto | Einzel         | 79,84                      | 3                          | 153,29        | 3             | 233,13 | Bronze |
| Wakaba Higuchi | Einzel         | 73,51                      | 5                          | 140,93        | 6             | 214,44 | 5      |
| Mana Kawabe | Einzel         | 62,69                      | 15                         | 104,04        | 23            | 166,73 | 23     |
| Männer |                |                            |                            |               |               |        |        |
| Yuzuru Hanyū | Einzel         | 95,15                      | 8                          | 188,06        | 3             | 283,21 | 4      |
| Shōma Uno | Einzel         | 105,9                      | 3                          | 187,10        | 5             | 293,00 | Bronze |
| Yūma Kagiyama | Einzel         | 108,12                     | 2                          | 201,93        | 2             | 310,05 | Silber |
| Mixed |                |                            |                            |               |               |        |        |
| Misato Komatsubara Tim Koleto | Eistanz        | 65,41                      | 22                         | ausgeschieden | ausgeschieden | 65,41  | 22     |
| Riku Miura Ryūichi Kihara | Paarlauf       | 70,85                      | 8                          | 141,04        | 5             | 211,89 | 7      |
| Shōma Uno (Kurzprogramm) Yūma Kagiyama (Kür) Wakaba Higuchi (Kurzprogramm) Kaori Sakamoto (Kür) Riku Miura / Ryūichi Kihara Misato Komatsubara / Tim Koleto | Teamwettbewerb | 29                         | 2                          | 34            | 1             | 63     | Silber |

### Eisschnelllauf
| Athleten         | Wettbewerbe | Zeit         | Rang   |
| ---------------- | ----------- | ------------ | ------ |
| Frauen           |             |              |        |
| Nao Kodaira      | 500 m       | 38,09 s      | 17     |
| Nao Kodaira      | 1000 m      | 1:15,64 min  | 10     |
| Miho Takagi      | 500 m       | 37,12 s      | Silber |
| Miho Takagi      | 1000 m      | 1:13,19 min  | Gold   |
| Miho Takagi      | 1500 m      | 1:53,72 min  | Silber |
| Miho Takagi      | 3000 m      | 4:01,77 min  | 6      |
| Arisa Gō         | 500 m       | 37,983 s     | 15     |
| Ayano Satō       | 1500 m      | 1:54,92 min  | 4      |
| Ayano Satō       | 3000 m      | 4:03,40 min  | 9      |
| Nana Takagi      | 1500 m      | 1:55,34 min  | 8      |
| Misaki Oshigiri  | 5000 m      | 7:01,17 min  | 8      |
| Momoka Horikawa  | 5000 m      | 7:06,92 min  | 10     |
| Männer           |             |              |        |
| Tatsuya Shinhama | 500 m       | 35,12 s      | 20     |
| Tatsuya Shinhama | 1000 m      | 1:10,00 min  | 21     |
| Wataru Morishige | 500 m       | 34,49 s      | Bronze |
| Wataru Morishige | 1000 m      | 1:09,47 min  | 16     |
| Seitaro Ichinohe | 1500 m      | 1:45,53 min  | 10     |
| Seitaro Ichinohe | 5000 m      | 6:19,81 min  | 12     |
| Yuma Murakami    | 500 m       | 34,57 s      | 8      |
| Ryōta Kojima     | 1000 m      | 1:09,97 min  | 20     |
| Takurō Oda       | 1500 m      | 1:46,60 min  | 17     |
| Ryōsuke Tsuchiya | 10.000 m    | 13:02,49 min | 11     |

| Athleten         | Wettbewerbe | Halbfinale | Halbfinale | Finale        | Finale        | Rang |
| Athleten         | Wettbewerbe | Punkte     | Rang       | Punkte        | Rang          | Rang |
| ---------------- | ----------- | ---------- | ---------- | ------------- | ------------- | ---- |
| Frauen           |             |            |            |               |               |      |
| Ayano Satō       | Massenstart | 40         | 2          | 3             | 8             | 8    |
| Nana Takagi      | Massenstart | 0          | 14         | ausgeschieden | ausgeschieden | 27   |
| Männer           |             |            |            |               |               |      |
| Ryōsuke Tsuchiya | Massenstart | 7          | 6          | 6             | 6             | 6    |
| Seitaro Ichinohe | Massenstart | 3          | 8          | 3             | 8             | 8    |

| Athleten                                           | Wettbewerbe    | Viertelfinale | Viertelfinale | Halbfinale | Halbfinale  | C-Finale | C-Finale    | Rang   |
| Athleten                                           | Wettbewerbe    | Gegner        | Zeit          | Gegner     | Zeit        | Gegner   | Zeit        | Rang   |
| -------------------------------------------------- | -------------- | ------------- | ------------- | ---------- | ----------- | -------- | ----------- | ------ |
| Frauen                                             |                |               |               |            |             |          |             |        |
| Ayano Satō Miho Takagi Nana Takagi Misaki Oshigiri | Teamverfolgung | —             | 2:53,61 min   | ROC        | 2:58,93 min | Kanada   | 3:04,47 min | Silber |

### Freestyle-Skiing
| Athleten         | Wettbewerbe | Qualifikation | Qualifikation | Qualifikation | Qualifikation | Finale        | Finale        | Finale        | Finale        | Finale        | Finale        | Rang   |
| Athleten         | Wettbewerbe | Runde 1       | Runde 1       | Runde 2       | Runde 2       | Runde 1       | Runde 1       | Runde 2       | Runde 2       | Runde 3       | Runde 3       | Rang   |
| Athleten         | Wettbewerbe | Punkte        | Rang          | Punkte        | Rang          | Punkte        | Rang          | Punkte        | Rang          | Punkte        | Rang          | Rang   |
| ---------------- | ----------- | ------------- | ------------- | ------------- | ------------- | ------------- | ------------- | ------------- | ------------- | ------------- | ------------- | ------ |
| Frauen           |             |               |               |               |               |               |               |               |               |               |               |        |
| Junko Hoshino    | Buckelpiste | 75,38         | 6             | –             | –             | 73,19         | 13            | ausgeschieden | ausgeschieden | ausgeschieden | ausgeschieden | 13     |
| Anri Kawamura    | Buckelpiste | 76,36         | 5             | –             | –             | 80,72         | 2             | 78,84         | 3             | 77,12         | 5             | 5      |
| Kisara Sumiyoshi | Buckelpiste | 68,14         | 15            | 72,58         | 2             | 71,,52        | 15            | ausgeschieden | ausgeschieden | ausgeschieden | ausgeschieden | 15     |
| Hinako Tomitaka  | Buckelpiste | 65,08         | 18            | 71,93         | 4             | 69,99         | 19            | ausgeschieden | ausgeschieden | ausgeschieden | ausgeschieden | 19     |
| Männer           |             |               |               |               |               |               |               |               |               |               |               |        |
| Daichi Hara      | Buckelpiste | 76,11         | 8             | –             | –             | 78,59         | 3             | 76,82         | 7             | ausgeschieden | ausgeschieden | 7      |
| Ikuma Horishima  | Buckelpiste | 74,40         | 16            | 76,19         | 5             | 77,91         | 5             | 79,58         | 3             | 81,48         | 3             | Bronze |
| So Matsuda       | Buckelpiste | 73,35         | 18            | 69,04         | 13            | ausgeschieden | ausgeschieden | ausgeschieden | ausgeschieden | ausgeschieden | ausgeschieden | 23     |
| Kosuke Sugimoto  | Buckelpiste | 76,26         | 6             | –             | –             | 79,01         | 2             | 75,73         | 9             | ausgeschieden | ausgeschieden | 9      |

| Athleten     | Wettbewerbe | Qualifikation | Qualifikation | Finale        | Finale        | Rang |
| Athleten     | Wettbewerbe | Punkte        | Rang          | Punkte        | Rang          | Rang |
| ------------ | ----------- | ------------- | ------------- | ------------- | ------------- | ---- |
| Frauen       |             |               |               |               |               |      |
| Saori Suzuki | Halfpipe    | 68,75         | 15            | ausgeschieden | ausgeschieden | 15   |

| Athleten       | Wettbewerbe | Qualifikation | Qualifikation | Achtelfinale | Viertelfinale | Halbfinale    | Finale        | Rang |
| Athleten       | Wettbewerbe | Zeit          | Rang          | Rang         | Rang          | Rang          | Rang          | Rang |
| -------------- | ----------- | ------------- | ------------- | ------------ | ------------- | ------------- | ------------- | ---- |
| Männer         |             |               |               |              |               |               |               |      |
| Satoshi Furuno | Skicross    | 1:13,46 min   | 22            | 4            | ausgeschieden | ausgeschieden | ausgeschieden | 26   |
| Ryō Sugai      | Skicross    | 1:12,29 min   | 3             | 3            | ausgeschieden | ausgeschieden | ausgeschieden | 17   |

### Nordische Kombination
| Athleten                                                 | Wettbewerb                               | Skispringen                     | Skispringen | Skispringen | Langlauf    | Langlauf | Rang   |
| Athleten                                                 | Wettbewerb                               | Weite                           | Punkte      | Rang        | Zeit        | Rang     | Rang   |
| -------------------------------------------------------- | ---------------------------------------- | ------------------------------- | ----------- | ----------- | ----------- | -------- | ------ |
| Männer                                                   |                                          |                                 |             |             |             |          |        |
| Akito Watabe                                             | Gundersenwettkampf (Normalschanze/10 km) | 98,0 m                          | 114,1       | 9           | 25:40,1 min | 7        | 7      |
| Akito Watabe                                             | Gundersenwettkampf (Großschanze/10 km)   | 135,5 m                         | 126,4       | 5           | 27:13,9 min | 3        | Bronze |
| Hideaki Nagai                                            | Gundersenwettkampf (Großschanze/10 km)   | 117,0 m                         | 83,7        | 32          | 31:12,9 min | 31       | 31     |
| Ryōta Yamamoto                                           | Gundersenwettkampf (Normalschanze/10 km) | 108,0 m                         | 133,0       | 1           | 26:54,3 min | 14       | 14     |
| Ryōta Yamamoto                                           | Gundersenwettkampf (Großschanze/10 km)   | 140,0 m                         | 128,7       | 2           | 28:28,1 min | 12       | 12     |
| Sora Yachi                                               | Gundersenwettkampf (Normalschanze/10 km) | 103,5 m                         | 116,9       | 5           | 28:38,6 min | 30       | 30     |
| Yoshito Watabe                                           | Gundersenwettkampf (Normalschanze/10 km) | 97,5 m                          | 110,8       | 13          | 26:54,2 min | 13       | 13     |
| Yoshito Watabe                                           | Gundersenwettkampf (Großschanze/10 km)   | 118,0 m                         | 94,4        | 25          | 30:10,7 min | 27       | 27     |
| Ryōta Yamamoto Yoshito Watabe Hideaki Nagai Akito Watabe | Teamwettbewerb                           | 125,0 m 133,5 m 128,5 m 135,0 m | 466,6       | 4           | 51:40,3 min | 3        | Bronze |

### Rennrodeln
| Athlet          | Wettbewerb | Lauf 1   | Lauf 1 | Lauf 2   | Lauf 2 | Lauf 3   | Lauf 3 | Lauf 4        | Lauf 4        | Gesamt       | Gesamt |
| Athlet          | Wettbewerb | Zeit     | Rang   | Zeit     | Rang   | Zeit     | Rang   | Zeit          | Rang          | Zeit         | Rang   |
| --------------- | ---------- | -------- | ------ | -------- | ------ | -------- | ------ | ------------- | ------------- | ------------ | ------ |
| Männer          |            |          |        |          |        |          |        |               |               |              |        |
| Seiya Kobayashi | Einsitzer  | 60,856 s | 31     | 60,919 s | 33     | 59,859 s | 30     | ausgeschieden | ausgeschieden | 3:01,634 min | 32     |

### Shorttrack
| Athlet                                                     | Wettbewerb     | Vorlauf      | Vorlauf | Viertelfinale | Viertelfinale | Halbfinale       | Halbfinale    | Finale A/B       | Finale A/B    | Rang |
| Athlet                                                     | Wettbewerb     | Zeit         | Rang    | Zeit          | Rang          | Zeit             | Rang          | Zeit             | Rang          | Rang |
| ---------------------------------------------------------- | -------------- | ------------ | ------- | ------------- | ------------- | ---------------- | ------------- | ---------------- | ------------- | ---- |
| Frauen                                                     |                |              |         |               |               |                  |               |                  |               |      |
| Shione Kaminaga                                            | 1000 m         | 1:28,465 min | 4       | ausgeschieden | ausgeschieden | ausgeschieden    | ausgeschieden | ausgeschieden    | ausgeschieden | 25   |
| Shione Kaminaga                                            | 1500 m         | —            | —       | 2:22,261 min  | 5             | ausgeschieden    | ausgeschieden | ausgeschieden    | ausgeschieden | 27   |
| Sumire Kikuchi                                             | 500 m          | 42,829 s     | 3       | 56,092 s      | 3             | ausgeschieden    | ausgeschieden | ausgeschieden    | ausgeschieden | 12   |
| Sumire Kikuchi                                             | 1000 m         | 1:30,154 min | 2       | 1:37,170 min  | 5             | ausgeschieden    | ausgeschieden | ausgeschieden    | ausgeschieden | 19   |
| Sumire Kikuchi                                             | 1500 m         | —            | —       | 2:23,359 min  | 3             | keine Zeit (ADV) | 6             | 2:37,915 min (B) | 1             | 8    |
| Yuki Kikuchi                                               | 1000 m         | 1:28,764 min | 4       | ausgeschieden | ausgeschieden | ausgeschieden    | ausgeschieden | ausgeschieden    | ausgeschieden | 27   |
| Yuki Kikuchi                                               | 1500 m         | —            | —       | 2:22,192 min  | 4             | ausgeschieden    | ausgeschieden | ausgeschieden    | ausgeschieden | 23   |
| Männer                                                     |                |              |         |               |               |                  |               |                  |               |      |
| Kōta Kikuchi                                               | 500 m          | 42,176 s     | 3       | ausgeschieden | ausgeschieden | ausgeschieden    | ausgeschieden | ausgeschieden    | ausgeschieden | 22   |
| Kōta Kikuchi                                               | 1500 m         | —            | —       | 2:15,243 min  | 4             | ausgeschieden    | ausgeschieden | ausgeschieden    | ausgeschieden | 22   |
| Katsunori Koike                                            | 500 m          | 41,199 s     | 4       | ausgeschieden | ausgeschieden | ausgeschieden    | ausgeschieden | ausgeschieden    | ausgeschieden | 26   |
| Shōgo Miyata                                               | 1000 m         | 1:24,367 min | 4       | ausgeschieden | ausgeschieden | ausgeschieden    | ausgeschieden | ausgeschieden    | ausgeschieden | 23   |
| Shōgo Miyata                                               | 1500 m         | —            | —       | 2:13,799 min  | 5             | ausgeschieden    | ausgeschieden | ausgeschieden    | ausgeschieden | 27   |
| Kazuki Yoshinaga                                           | 1000 m         | 1:25,574 min | 3       | PEN           | PEN           | ausgeschieden    | ausgeschieden | ausgeschieden    | ausgeschieden | 17   |
| Kazuki Yoshinaga                                           | 1500 m         | —            | —       | 2:12,450 min  | 2             | 2:14,014 min     | 3             | 2:18,585 min (B) | 6             | 16   |
| Kazuki Yoshinaga Shōgo Miyata Kōta Kikuchi Katsunori Koike | 5000 m Staffel | —            | —       | —             | —             | 6:40,446 min     | 3             | 6:40,545 min (B) | 3             | 8    |
| Mixed                                                      |                |              |         |               |               |                  |               |                  |               |      |
| Yuki Kikuchi Sumire Kikuchi Kazuki Yoshinaga Kota Kikuchi  | 2000 m Staffel | —            | —       | 2:39,112 min  | 8             | ausgeschieden    | ausgeschieden | ausgeschieden    | ausgeschieden | 10   |

### Ski Alpin
| Athleten          | Wettbewerbe  | 1. Lauf     | 1. Lauf | 2. Lauf       | 2. Lauf       | Gesamt      | Gesamt |
| Athleten          | Wettbewerbe  | Zeit        | Rang    | Zeit          | Rang          | Zeit        | Rang   |
| ----------------- | ------------ | ----------- | ------- | ------------- | ------------- | ----------- | ------ |
| Frauen            |              |             |         |               |               |             |        |
| Asa Andō          | Riesenslalom | 1:01,43 min | 29      | 59,56 s       | 23            | 2:00,99 min | 24     |
| Asa Andō          | Slalom       | DNF         | DNF     | ausgeschieden | ausgeschieden | DNF         | DNF    |
| Sakurako Mukogawa | Riesenslalom | 1:03,39 min | 36      | 1:03,38 min   | 33            | 2:06,77 min | 31     |
| Sakurako Mukogawa | Slalom       | 56,09 s     | 36      | 56,64 s       | 37            | 1:52,73 min | 35     |
| Männer            |              |             |         |               |               |             |        |
| Yōhei Koyama      | Slalom       | DNF         | DNF     | ausgeschieden | ausgeschieden | DNF         | DNF    |

### Skilanglauf
| Athleten                                                 | Wettbewerbe       | Zeit        | Rang |
| -------------------------------------------------------- | ----------------- | ----------- | ---- |
| Frauen                                                   |                   |             |      |
| Masako Ishida                                            | 10 km Klassisch   | 30:50,6 min | 27   |
| Masako Ishida                                            | 15 km Skiathlon   | 48:44,7 min | 27   |
| Masako Ishida                                            | 30 km Freistil    | 1:32:06,3 h | 26   |
| Miki Kodama                                              | 15 km Skiathlon   | 51:48,3 min | 52   |
| Miki Kodama                                              | 30 km Freistil    | 1:39:53,8 h | 50   |
| Chika Kobayashi                                          | 10 km Klassisch   | 32:10,0 min | 54   |
| Chika Kobayashi                                          | 15 km Skiathlon   | 50:55,4 min | 50   |
| Chika Kobayashi                                          | 30 km Freistil    | 1:43:33,1 h | 55   |
| Masae Tsuchiya                                           | 10 km Klassisch   | 31:41,5 min | 46   |
| Masae Tsuchiya                                           | 15 km Skiathlon   | 49:13,6 min | 35   |
| Masae Tsuchiya                                           | 30 km Freistil    | 1:34:47,6 h | 36   |
| Masako Ishida Miki Kodama Chika Kobayashi Masae Tsuchiya | 4 × 5 km Staffel  | 58:40,6 min | 11   |
| Männer                                                   |                   |             |      |
| Naoto Baba                                               | 30 km Skiathlon   | 1:24:43,9 h | 35   |
| Naoto Baba                                               | 50 km Freier Stil | 1:14:52,7 h | 24   |
| Ryō Hirose                                               | 30 km Skiathlon   | 1:25:17,7 h | 41   |
| Ryō Hirose                                               | 15 km Klassisch   | 41:30,5 min | 43   |
| Hiroyuki Miyazawa                                        | 15 km Klassisch   | 43:47,5 min | 67   |
| Haruki Yamashita                                         | 30 km Skiathlon   | LAP         | 54   |
| Ryō Hirose Haruki Yamashita Hiroyuki Miyazawa Naoto Baba | 4 × 10 km Staffel | 2:03:01,5 h | 10   |

| Athleten          | Wettbewerbe     | Qualifikation | Qualifikation | Viertelfinale | Viertelfinale | Halbfinale    | Halbfinale    | Finale        | Finale        | Rang |
| Athleten          | Wettbewerbe     | Zeit          | Rang          | Zeit          | Rang          | Zeit          | Rang          | Zeit          | Rang          | Rang |
| ----------------- | --------------- | ------------- | ------------- | ------------- | ------------- | ------------- | ------------- | ------------- | ------------- | ---- |
| Männer            |                 |               |               |               |               |               |               |               |               |      |
| Hiroyuki Miyazawa | Sprint Freistil | 2:54,64 min   | 32            | ausgeschieden | ausgeschieden | ausgeschieden | ausgeschieden | ausgeschieden | ausgeschieden | 32   |
| Haruki Yamashita  | Sprint Freistil | 3:02,60 min   | 57            | ausgeschieden | ausgeschieden | ausgeschieden | ausgeschieden | ausgeschieden | ausgeschieden | 57   |

### Skispringen
| Athleten                                                      | Wettbewerb             | Qualifikation | Qualifikation | Qualifikation | 1. Durchgang                    | 1. Durchgang | 1. Durchgang | 2. Durchgang                    | 2. Durchgang  | 2. Durchgang  | Gesamt       | Gesamt       |
| Athleten                                                      | Wettbewerb             | Weite         | Punkte        | Rang          | Weite                           | Punkte       | Rang         | Weite                           | Punkte        | Rang          | Punkte       | Rang         |
| ------------------------------------------------------------- | ---------------------- | ------------- | ------------- | ------------- | ------------------------------- | ------------ | ------------ | ------------------------------- | ------------- | ------------- | ------------ | ------------ |
| Frauen                                                        |                        |               |               |               |                                 |              |              |                                 |               |               |              |              |
| Kaori Iwabuchi                                                | Normalschanze          | —             | —             | —             | 94,5 m                          | 94,8         | 11           | 83,0 m                          | 74,8          | 24            | 169,6        | 18           |
| Sara Takanashi                                                | Normalschanze          | —             | —             | —             | 98,5 m                          | 108,7        | 5            | 100,0 m                         | 115,4         | 4             | 224,1        | 4            |
| Yūka Setō                                                     | Normalschanze          | —             | —             | —             | 94,5 m                          | 94,6         | 13           | 83,5 m                          | 81,9          | 19            | 176,5        | 14           |
| Yūki Itō                                                      | Normalschanze          | —             | —             | —             | 94,0 m                          | 95,5         | 10           | 82,0 m                          | 81,2          | 20            | 176,7        | 13           |
| Männer                                                        |                        |               |               |               |                                 |              |              |                                 |               |               |              |              |
| Daiki Itō                                                     | ohne Einsatz           | ohne Einsatz  | ohne Einsatz  | ohne Einsatz  | ohne Einsatz                    | ohne Einsatz | ohne Einsatz | ohne Einsatz                    | ohne Einsatz  | ohne Einsatz  | ohne Einsatz | ohne Einsatz |
| Junshirō Kobayashi                                            | Normalschanze          | 93,0 m        | 88,2          | 26            | 97,5 m                          | 123,0        | 26           | 92,5 m                          | 111,0         | 26            | 234,0        | 27           |
| Junshirō Kobayashi                                            | Großschanze            | 121,5 m       | 101,4         | 32            | 130,0 m                         | 120,4        | 30           | 134,0 m                         | 131,6         | 18            | 252,0        | 24           |
| Naoki Nakamura                                                | Normalschanze          | 88,5 m        | 87,0          | 29            | 93,5 m                          | 114,5        | 38           | ausgeschieden                   | ausgeschieden | ausgeschieden | 114,5        | 38           |
| Naoki Nakamura                                                | Großschanze            | 122,0 m       | 107,1         | 26            | 134,0 m                         | 128,6        | 17           | 124,0 m                         | 112,3         | 30            | 240,9        | 29           |
| Ryōyū Kobayashi                                               | Normalschanze          | 99,0 m        | 111,4         | 4             | 104,5 m                         | 145,4        | 1            | 99,5 m                          | 129,6         | 5             | 275,0        | Gold         |
| Ryōyū Kobayashi                                               | Großschanze            | 128,0 m       | 121,3         | 9             | 142,0 m                         | 147,0        | 1            | 138,0 m                         | 145,8         | 2             | 292,8        | Silber       |
| Yukiya Satō                                                   | Normalschanze          | 100,0 m       | 103,6         | 10            | 95,0 m                          | 118,1        | 32           | ausgeschieden                   | ausgeschieden | ausgeschieden | 118,1        | 32           |
| Yukiya Satō                                                   | Großschanze            | 126,0 m       | 11,7          | 23            | 133,0 m                         | 128,4        | 17           | 134,5 m                         | 132,5         | 17            | 260,60       | 15           |
| Yukiya Satō Junshirō Kobayashi Ryōyū Kobayashi Naoki Nakamura | Großschanze Mannschaft | —             | —             | —             | 126,0 m 124,5 m 128,5 m 134,0 m | 438,5        | 5            | 124,0 m 122,0 m 120,0 m 132,5 m | 444,3         | 6             | 882,8        | 5            |
| Mixed                                                         |                        |               |               |               |                                 |              |              |                                 |               |               |              |              |
| Yūki Itō Sara Takanashi Ryōyū Kobayashi Yukiya Satō           | Normalschanze Mixed    | —             | —             | —             | DSQ 99,5 m 93,0 m 102,5 m       | 359,9        | 8            | 98,5 m 100,5 m 88,0 m 106,0 m   | 476,4         | 2             | 836,3        | 4            |

### Snowboard
| Athleten         | Wettbewerbe | Qualifikation | Qualifikation | Finale        | Finale        | Rang   |
| Athleten         | Wettbewerbe | Punkte        | Rang          | Punkte        | Rang          | Rang   |
| ---------------- | ----------- | ------------- | ------------- | ------------- | ------------- | ------ |
| Frauen           |             |               |               |               |               |        |
| Reira Iwabuchi   | Big Air     | 83,75         | 4             | 37,00         | 5             | 4      |
| Reira Iwabuchi   | Slopestyle  | 67,00         | 11            | 80,03         | 5             | 5      |
| Kokomo Murase    | Big Air     | 80,00         | 5             | 91,50         | 1             | Bronze |
| Kokomo Murase    | Slopestyle  | 81,45         | 2             | 49,05         | 10            | 10     |
| Miyabi Onitsuka  | Big Air     | 9,50          | 12            | 65,25         | 11            | 11     |
| Miyabi Onitsuka  | Slopestyle  | 46,58         | 19            | ausgeschieden | ausgeschieden | 19     |
| Mitsuki Ono      | Halfpipe    | 83,75         | 2             | 71,50         | 9             | 9      |
| Ruki Tomita      | Halfpipe    | 74,25         | 6             | 80,50         | 5             | 5      |
| Sena Tomita      | Halfpipe    | 75,75         | 5             | 88,25         | 3             | Bronze |
| Kurumi Imai      | Halfpipe    | 54,75         | 15            | ausgeschieden | ausgeschieden | 13     |
| Männer           |             |               |               |               |               |        |
| Kaito Hamada     | Big Air     | 55,75         | 15            | ausgeschieden | ausgeschieden | 15     |
| Kaito Hamada     | Slopestyle  | 67,45         | 12            | 59,36         | 4             | 8      |
| Takeru Otsuka    | Big Air     | 17,25         | 12            | 95,00         | 1             | 9      |
| Takeru Otsuka    | Slopestyle  | 74,93         | 6             | 52,80         | 6             | 10     |
| Hiroaki Kunitake | Big Air     | 82,25         | 7             | 84,00         | 1             | 4      |
| Hiroaki Kunitake | Slopestyle  | 51,43         | 21            | ausgeschieden | ausgeschieden | 21     |
| Ruki Tobita      | Big Air     | 25,75         | 29            | ausgeschieden | ausgeschieden | 29     |
| Ruki Tobita      | Slopestyle  | 56,58         | 19            | ausgeschieden | ausgeschieden | 19     |
| Ayumu Hirano     | Halfpipe    | 33,75         | 9             | 96,00         | 1             | Gold   |
| Kaishu Hirano    | Halfpipe    | 75,50         | 3             | 15,79         | 9             | 9      |
| Ruka Hirano      | Halfpipe    | 13,00         | 12            | 9,25          | 11            | 12     |
| Yūto Totsuka     | Halfpipe    | 62,00         | 7             | 26,50         | 7             | 10     |

| Athleten        | Wettbewerbe           | Qualifikation | Qualifikation | Achtelfinale  | Achtelfinale  | Viertelfinale | Viertelfinale | Halbfinale    | Halbfinale    | Finale/Platz 3 | Finale/Platz 3 | Rang |
| Athleten        | Wettbewerbe           | Zeit          | Rang          | Gegner        | Zeit          | Gegner        | Zeit          | Gegner        | Zeit          | Gegner         | Zeit           | Rang |
| --------------- | --------------------- | ------------- | ------------- | ------------- | ------------- | ------------- | ------------- | ------------- | ------------- | -------------- | -------------- | ---- |
| Frauen          |                       |               |               |               |               |               |               |               |               |                |                |      |
| Tomoka Takeuchi | Parallel-Riesenslalom | 1:28,83 min   | 15            | ausgeschieden | ausgeschieden | ausgeschieden | ausgeschieden | ausgeschieden | ausgeschieden | ausgeschieden  | ausgeschieden  | 15   |
| Tsubaki Miki    | Parallel-Riesenslalom | 1:27,15 min   | 3             | Hofmeister    | DSQ           | ausgeschieden | ausgeschieden | ausgeschieden | ausgeschieden | ausgeschieden  | ausgeschieden  | 9    |

| Athleten         | Wettbewerbe    | Qualifikation | Qualifikation | Achtelfinale | Achtelfinale | Viertelfinale | Viertelfinale | Halbfinale    | Halbfinale    | Finale A/B    | Finale A/B    | Rang |
| Athleten         | Wettbewerbe    | Zeit          | Rang          | Rang         | Rang         | Rang          | Rang          | Rang          | Rang          | Rang          | Rang          | Rang |
| ---------------- | -------------- | ------------- | ------------- | ------------ | ------------ | ------------- | ------------- | ------------- | ------------- | ------------- | ------------- | ---- |
| Frauen           |                |               |               |              |              |               |               |               |               |               |               |      |
| Yuka Nakamura    | Snowboardcross | DNS           | DNS           | DNS          | DNS          | DNS           | DNS           | DNS           | DNS           | DNS           | DNS           | DNS  |
| Männer           |                |               |               |              |              |               |               |               |               |               |               |      |
| Yoshiki Takahara | Snowboardcross | 1:19,16 min   | 23            | 1            | 1            | 4             | 4             | ausgeschieden | ausgeschieden | ausgeschieden | ausgeschieden | 16   |